# St. Marien Hospital Eickel
Das St. Marien Hospital Eickel ist ein psychiatrisches Krankenhaus an der Marienstraße 2 in Eickel, Herne. Es zählt zur Klinikgruppe St. Elisabeth Gruppe.
Schwerpunkte sind Psychiatrie, Psychotherapie und Psychosomatik. Es hat nur offene Abteilungen.